# Hanumannagar (Saptari)
Pour les articles homonymes, voir Hanumannagar.
Hanumannagar (en népalais : हनुमाननगर) est un comité de développement villageois du Népal situé dans le district de Saptari. Au recensement de 2011, il comptait 6 275 habitants.